# 穆日利夫
49°18′26″N 25°5′41″E / 49.30722°N 25.09472°E
穆日利夫（烏克蘭語：Мужилів）是位於烏克蘭西部特諾皮爾州裏特諾皮爾區的村莊，始建於1447年，面積35.9平方公里，海拔高度313米，2001年人口1,504，人口密度每平方公里41.9人。